# Chancho Cero: Especial Navideño
Séptimo episodio del Cómic Chancho Cero en que se cuenta la historia como una especie de "Cuento de Navidad" con el Decano Avellana como protagonista, lo que dará como resultado que el Decano "recapacite" acerca del significado de la Navidad.

## Personajes Episódicos
- Guany: Muñeco hecho de guano, es quien ayuda al Decano a "recapacitar", es una parodia de Frosty.

## Apariciones Estelares
- Mickey Mouse
- Popeye
- Gonzo (Muppets)
- La pequeña Lulú

- Datos: Q5764448